# Мельмина Гора
 Мельмина Гора  — опустевшая деревня в Подосиновском районе Кировской области. Входит в состав Демьяновского городского поселения. 

## География
Расположена на правобережье реки Юг на расстоянии менее 3 км на юг-юго-восток по прямой от центра поселения поселка Демьяново.

## История
Известна с 1727 года как деревня из 10 дворов, в 1859 году здесь дворов 29 и жителей 161, в 1926 40 и 208, в 1950 30 и 100, в 1989 15 жителей . 

## Население
Постоянное население составляло 1 человек (русские 100%) в 2002 году, 0 в 2010.